# Nikodikodin
Nikodikodin, vrsta psihoaktivne droge. Uvršten je u Hrvatskoj na temelju Zakona o suzbijanju zlouporabe droga na Popis droga, psihotropnih tvari i biljaka iz kojih se može dobiti droga te tvari koje se mogu uporabiti za izradu droga, pod Popis droga i biljaka iz kojih se može dobiti droga, pod Odjeljak 2 - Droge uključene u Popis 2. Jedinstvene konvencije UN-a o drogama iz 1961. godine. Kemijsko ime je 6-nikotinildihidrokodein. Odjeljak 2. uključuje i izomere (osim onih izrijekom isključenih) droga navedenih u ovom odjeljku kad je god postojanje takvih izomera moguće u okviru navedenoga kemijskog imena; soli droga navedenih u ovom odjeljku, uključujući soli izomera kako je prethodno navedeno, kad je god postojanje takvih soli moguće.